# Aleš Mucha
Aleš Mucha (* 3. února 1962) je bývalý český politik, předseda Strany zelených a poslanec Sněmovny národů Federálního shromáždění po sametové revoluci.

## Biografie
Ve volbách roku 1990 neúspěšně kandidoval do České národní rady za Stranu zelených. Počátkem 90. let byl předsedou Strany zelených. Před volbami roku 1992 strana přistoupila ke koalici Liberálně sociální unie, přičemž Mucha se stal jedním z místopředsedů LSU. Ve volbách roku 1992 byl zvolen do české části Sněmovny národů (volební obvod Severomoravský kraj), kam kandidoval za formaci Liberálně sociální unie. Ve Federálním shromáždění setrval do zániku Československa v prosinci 1992. V parlamentu se zviditelnil návrhem kandidatury na prezidenta ČSFR pro Jiřího Kotase, což část členské základny Strany zelených přijala s rozpaky. V září 1992 ho na postu předsedy SZ vystřídal Jaroslav Vlček.
V živnostenském rejstříku se uvádí bytem Vsetín.